# Saison 2024-2025 du Paris Football Club
 (mai 2025).
Dernière mise à jour : 5 mai 2025.
Chronologie
Saison précédente Saison suivante
La saison 2024-2025 du Paris Football Club voit le club disputer la quatre-vingt-sixième édition du Championnat de France de football de Ligue 2, championnat auquel le club participe pour la huitième fois depuis 1983, ceci après avoir terminé cinquième de Ligue 2 2023-2024.
Le premier match « à domicile » se joua au Stade de la Licorne d'Amiens en raison des problèmes récurrents de la pelouse du Stade Charléty.
Au cours de cette saison, le club voit un changement majeur avec les négociations entre le président Pierre Ferracci et la famille Arnault concernant l'achat du club.